# Ruben Moses Eschwege
Ruben Moses Eschwege (geboren 3. Juli 1890 in Thüngen; gestorben am 12. Oktober 1977 in New York City) war ein deutschamerikanischer jüdischer Kantor.  

## Leben
Ruben Moses Eschwege war ein Sohn des Hauptlehrers der jüdischen Gemeindeschule in Thüngen Ascher Eschwege und der Eugenie Klein. Er besuchte die Israelitische Präparandenschule in Höchberg und wurde 1912 Chasan und Lehrer in Camberg und dann in Emden. 1914 wurde er Oberkantor, Gemeindesekretär und Mohel in Würzburg. Eschwege war Soldat im Ersten Weltkrieg. Er heiratete 1918 Eugenie Klein, sie hatten drei Kinder, der Sohn Henry Eschwege wurde in den USA Rechnungsprüfer.
Neben seiner Tätigkeit in der jüdischen Gemeinde unterrichtete Eschwege in der Israelitischen Lehrerbildungsanstalt in Würzburg. Nach der Reichspogromnacht 1938 wurde er für mehrere Wochen im Konzentrationslager Buchenwald inhaftiert. Er wurde im Januar 1939 zum Rabbiner ernannt. Im Juli 1939 floh er nach England und gelangte 1940 nach New York. 1942 wurde Eschwege Mohel und Kantor in der vom geflüchteten Luxemburger Großrabbiner Robert Serebrenik gegründeten Synagogengemeinde Ramath Orah. 
Eschwege komponierte selbst Synagogenmusik. Er bemalte auch Torawimpel.

## Schriften (Auswahl)
- From the writings of Reuben M. Eschwege, 1890–1977 : a posthumous tribute to teh memory of a German Cantor on the Centennial of his birth. Übersetzung aus dem Deutschen Harvey Spitzer. In: Journal of Jewish music and liturgy. New York, NY : Council, ISSN 0197-0100, Bd. 14 (1992), S. 36–44
- Nusah, Shinui, Minhag. In: Journal of Jewish music and liturgy. New York, NY: Council, ISSN 0197-0100. Bd. 19 (1997), S. 42–53